# فيصل العبيلي
فيصل العبيلي ( 8 فبراير 1979) لاعب سابق في أندية الشباب و الحزم و الرياض.

## إنجازاته مع ناديه
- كأس دورة art الودية
- كأس خادم الحرمين الشريفين للأبطال موسم 2008
- كأس خادم الحرمين الشريفين للأبطال موسم 2009
- الدوري السعودي موسم 2005/2006
- كأس الأمير فيصل بن فهد موسم 2008/2009

## روابط خارجية
- فيصل العبيلي على موقع Soccerway.com (الإنجليزية)

- المنتخب السعودي - فيصل العبيلي